# 電車友
香港電車迷會（英文：Hong Kong Trams Enthusiast），2013年4月20日更名前稱電車友（英文：Tram Friends），是香港一個電車愛好者組織，於2013年6月3日成立並於同年5月19日正式在香港社團註冊處註冊。組織致力推動香港電車發展，參與電車學術交流、傳媒專訪及大型展覽等。亦設立了推廣和研究電車資訊的平台，讓電車愛好者得以交流及互相認識。

## 成員
李俊龍、馮文謙和盧梓洋為創會骨幹成員。收藏家張順光為榮譽顧問。大律師龔靜儀為榮譽法律顧問。

## 發展
- 2011年7月電車友成立Tramric品牌，與香港電車有限公司合作設計及推出一系列電車紀念品。
- 2012年8月成立Tram Art Gallery團隊，集合多名喜愛拍攝以電車情為題材的專業攝影師，推廣香港獨有的電車文化。
- 2013年4月20日，社團註冊名稱更改為“香港電車迷會”。

## 出版
香港電車迷會曾參與出版過三本介紹香港電車的書籍。

### 香港電車：叮囑110年
超過三百張珍貴圖片 ，呈現一個世紀的電車風光。
《香港電車：叮囑110年》全書分兩部分，第一部分寫由1904 年至今超過一個世紀的電車服務發展歷史；第二部分是人物訪問，包括退休車長、廣告客戶黃道益、李萬山等，與讀者分享他們的電車記憶，可以說是歷史與溫情並重。本書以精簡的文字，配上大量珍貴的懷舊明信片和舊照片，既展示歷年不同型號的電車，也令舊日電車走過的各區風光重現，相信能滿足電車迷之餘，同時亦適合一般讀者。

### 香港電車百年情
《香港電車百年情》是為了慶祝電車服務香港108週年而出版，書中介紹電車的發展史，亦輯錄中國內地及台灣電車系統的資料。於2012年7月推出。

### 電車摯友
《電車摯友》是組織出版的第一本電車書籍，於2011年5月中出版，收錄香港及世界各地電車圖片。由李俊龍策劃及製作，並由多名電車迷共同撰寫。書中有收錄組織幹事盧梓洋和馮文謙到英國、意大利、捷克、美國等多個歐美國家拍攝的特色電車照片。

## Tramric 叮叮電車設計
是一個生產、代理及發售交通相關收藏品和紀念品的品牌，與香港電車有限公司在電車展覽、精品設計及其他相關推廣活動合作。

## 香港電車文化館
香港電車迷會於山頂廣場開設了香港電車文化館，展出如車票打孔機、車票等與香港電車相關的收藏品。

## 展覽及活動
- 2009年於鑽石山廣場舉辦香港電車珍藏展
- 2011年7月至9月於山頂廣場舉辦「香港電車巴士百年情」展覽
- 2011年12月至2012年2月於灣仔藍屋舉辦「叮囑一百年」活動
- 2012年7月舉辦慶祝電車108週年電車派對
- 2013年2月舉辦於灣仔大有廣場舉行「電車藝術廊」展覽
- 2013年8月舉辦於灣仔大有廣場舉行「香港電車巴士」展覽